# Maximilian Joseph von Chelius
Maximilian Joseph von Chelius (Mannheim, 16 gennaio 1794 – Heidelberg, 17 agosto 1876) è stato un oculista e chirurgo tedesco.

## Biografia
Chelius conseguì il dottorato in medicina nel 1812 all'Università di Heidelberg e successivamente lavorò come medico civile e militare a Monaco. Era un chirurgo dell'esercito nelle ultime fasi delle guerre napoleoniche (1814-15). Nel 1817 divenne professore associato di chirurgia a Heidelberg, dove ben presto conseguì una cattedra completa (1819).
Fu un catalizzatore nello sviluppo della facoltà di medicina dell'Università di Heidelberg. Chelius si specializzò nel campo della chirurgia oftalmica.
Uno dei suoi pazienti più noti era il compositore Frédéric Chopin, che Chelius curava per sepsi al dito.

## Opere principali
- Handbuch der Chirurgie: zu dem Gebrauche bei seinen Vorlesungen; 1822
- Zur Lehre von den Staphylomen des Auges
- Handbuch der Augenheilkunde: zu dem Gebrauche bei seinen Vorlesungen; 1844
- Über die durchsichtige Hornhaut des Auges, ihre Function und ihre krankhaften Veränderungen.